# Diana Nenowa
Diana Nenowa (bulgarisch Диана Ненова, englische Transkription: Diana Nenova; * 16. April 1985 in Sofia) ist eine bulgarische Volleyballspielerin.

## Karriere
Nenowa spielte in ihrer Heimat bei Lewski Sofia. Später ging sie nach Serbien zu Poštar 064 Belgrad und 2008 nach Russland zu Universität Belgorod. 2010 wechselte die Zuspielerin nach Aserbaidschan, wo sie 2011 mit Rabita Baku Meisterin und 2012 mit Lokomotiv Baku Vizemeisterin wurde und den Challenge Cup gewann. 2013/14 spielte sie in Rumänien bei Dinamo Bukarest. Danach wechselte Nenowa zum deutschen Bundesligisten Schweriner SC, mit dem sie in der Saison 2014/15 den dritten Platz in der Bundesliga belegte. Im DVV-Pokal scheiterte ihr Team im Viertelfinale an Allianz MTV Stuttgart. Im Challenge Cup konnten die Schwerinerinnen bis ins Halbfinale vorrücken und scheiterten erst am türkischen Club und späteren Cup-Gewinner aus Bursa. Nach der Spielzeit entschied sich Nenowa den Verein zu verlassen.
Seit 2004 spielt Nenowa auch in der bulgarischen Nationalmannschaft, mit der sie mehrfach an Europameisterschaften und 2014 in Italien auch an der Weltmeisterschaft teilnahm.